# Аджі Алесе
Аджибола Джошуа Одунайо Афоларін Алесе (англ. Ajibola Joshua Odunayo Afolarin Alese, нар. 17 січня 2001, Лондон, Англія) — англійський футболіст нігерійського походження, центральний захисник клубу «Сандерленд».

## Ігрова кар'єра

### Клубна
Аджі Алесе є вихованцем клубної академії лондонського «Вест Гем Юнайтед». У 2019 році футболіста було переведено до першої клубної команди. Сезон 2019/20 футболіст провів в оренді в клубі Першої ліги «Аккрінгтон Стенлі».
Першу гру в складі «Вест Гем Юнайтед» Алесе провів 20 вересня 2020 року у матчі Кубка ліги проти «Галл Сіті». 1 лютого 2021 року Алесе знову був відправлений в оренду — до клубу Другої ліги «Кембридж Юнайтед», де провів лише два матчі.
В липні 2022 року Алесе підписав трирічний контракт з «Сандерлендом». В новій команді захисник дебютував 6 серпня 2022 року, коли вийшов на заміну у матчі проти «Бристоль Сіті».

## Збірна
Аджі Алесе має нігерійське походження та з 2017 року виступав за юнацькі збірні Англії. У 2018 році в складі збірної Англії (U-17) Алесе брав участь у домашньому юнацькому чемпіонаті Європи.
У 2020 році Алесе дебютував у складі збірної Англії (U-20).